# ساياكا مينامي
ساياكا مينامي (باليابانية: 東條あこ؛ بالكانا: とうじょう あこ) هي مغنية يابانية، ولدت في 24 ديسمبر 1983 في ياماناشي في اليابان.